# Tatjana Alexander
Tatjana Alexander (Melbourne, 1969) est une actrice allemande et autrichienne.

## Filmographie

### Cinéma
- 2007 : Dans la peau d'une autre

### Télévision
- 1996 : Rex, chien flic
- 1998 : Alerte Cobra
- 1999 : Lexx
- 2002 : Tatort
- 2005 : Mission sauvetages
- 2007 : Berlin Brigade Criminelle